# Єфетов Костянтин Олександрович
Костянти́н Олекса́ндрович Єфе́тов (нар. 18 липня 1958) — український ентомолог і біохімік, спеціаліст із систематики метеликів і імунології, а також автор історичних гіпотез та збірок віршів. Доктор біологічних наук, професор, завідувач кафедри Кримського медичного університету (КДМУ). Заслужений діяч науки і техніки України.

## Біографія[1]
Костянтин Олександрович Єфетов народився 18 липня 1958 року в Сімферополі (Автономна Республіка Крим) у родині спадкоємних лікарів. У ранньому дитинстві захоплювався колекціонуванням комах, потім став активістом Малої академії наук. Закінчив загальноосвітню середню школу (1975, золота медаль), КДМУ (1981, диплом із відзнакою), аспірантуру. Під керівництвом професора Г. В. Троїцького захистив кандидатську дисертацію (1986), згодом став доктором біологічних наук (1994). Наступного року здобув професорське звання.
К. Єфетов працює в КДМУ, послідовно обіймаючи посади старшого (1986), провідного, головного наукового співробітника, завідувача лабораторії (1992), професора (1995), завідувача кафедри (1999).

## Наукова діяльність
Основні сфери наукової діяльності К. О. Єфетова — Імунологія і ентомологія. Зокрема, він довів, що імуноглобуліни людини змінюють свою  просторову структуру при утворенні  злоякісних пухлин. Він також розробив методику дослідження білків людини за допомогою молекул-зондів — білків комах. У систематиці він запропонував оцінювати спорідненість та вік біологічних видів, ґрунтуючись на вивченні їх набору білків за допомогою моноклональних антитіл.
К. Єфетов бере участь у міжнародному проекті із розшифровування гена, який у різних видів кодує синтез цитохромоксидази — ферменту клітинного дихання.
Як класичний ентомолог К. О. Єфетов є фахівцем із систематики і фауністики комах ряду метеликів, головним чином — родини строкаток (Zygaenidae). Він описав як нові для науки 8 родів і 37 видів метеликів, встановив 11 підродів та одну підродину (Inouelinae). Причому Костянтин Олександрович вільно орієнтується у лепідоптерофауні всієї Палеарктики, а також тропічної Азії, Нової Зеландії. Він також встановив, що для личинок строкаток кормовими можуть бути рослини з родини геранієвих (Geraniaceae), описав гусениць і лялечок низки видів метеликів.
Разом з колегами він синтезував штучний статевий феромон виноградної строкатки, який є перспективним для боротьби з цим шкідливим метеликом.
Матеріал для ентомологічних досліджень Костянтин Єфетов збирав під час десятків експедицій. Він подорожував Україною і Кавказом, Середньою Азією, Північчю Європи, Туреччиною, Іспанією тощо.
Вчений неодноразово брав участь у міжнародних наукових форумах, доповідаючи результати власних досліджень. Вони також викладені у 655 наукових публікаціях (серед яких понад 30 монографій і 17 патентів на винаходи). Чимало його праць видано англійською — адже К. Єфетов має диплом перекладача.
К. О. Єфетов керує виконанням кандидатських дисертацій і консультує здобувачів докторського ступеню.

## Науково-організаційна та громадська діяльність
К. Єфетов очолює Кримське біохімічне товариство (2006), є членом Центральної ради Українського біохімічного товариства (2006). Він є віце-президентом Малої академії наук Криму (1997), членом творчих спілок: Спілки письменників Росії (2014),) письменників АР Крим (2008), Міжнародного співтовариства письменницьких спілок (2008), дійсним членом Кримської літературної академії (2012).
У 1992 році він вступив до Європейського лепідоптерологічного товариства і протягом п'яти років входив до складу його ради.
Зусиллями К. Єфетова на базі КДМУ проведено міжнародний симпозіум «Біологія, філогенія, молекулярна біологія і генетика Zygaenidae».
К. О. Єфетов входить до складу редколегій трьох наукових журналів (Україна, Велика Британія) і двох періодичних наукових збірок.
Восени 2014 року, після окупації Криму, російський уряд включив КДМУ до складу новоствореного «Кримського федерального університету», і К. Єфетов брав участь у протестних акціях професорів, викладачів і студентів, разом з ними обстоюючи самостійність КДМУ.

## Нагороди і визнання
К. О. Єфетов — заслужений діяч науки і техніки України (2004), лауреат премій АР Крим і Ради міністрів АР Крим. Він обраний академіком Кримської академії наук (2002). Наукові здобутки К. Єфетова відзначені 4 золотими медалями міжнародних організацій США та Великої Британії, його ім'я внесене до двох біографічних довідників, виданих у цих країнах.
Науковий доробок К. Єфетова добре знаний у світі. Це підтверджують численні посилання на нього у публікаціях вчених з 65 країн на 12 мовах. На його честь названо 7 видів і один підрід метеликів.

## Основні праці

### Монографії та підручники
- Высшие разноусые чешуекрылые Крыма. — Сімферополь: Таврія, 1990. — 112 с. http://bkryma.by.ru/content/main.html%5Bнедоступне+посилання+з+червня+2019%5D [у співавторстві з Ю. І. Будашкіним]

- Forester Moths. The genera Theresimima Strand, 1917, Rhagades Wallengren, 1863, Jordanita Verity, 1946, and Adscita Retzius, 1783 (Lepidoptera: Zygaenidae, Procridinae). — Stenstrup (Denmark): Apollo Books, 1999. — 192 с. [у співавторстві з G. M. Tarmann]

- A review of the western Palaearctic Procridinae (Lepidoptera: Zygaenidae). — Simferopol: CSMU Press, 2001. — 328 с.

- Proceedings of the 7th International Symposium on Zygaenidae (Lepidoptera) (Innsbruck, Austria, September 2000). — Simferopol: CSMU Press, 2003. — 360 с. [у складі авторського колективу]

- Forester and Burnet Moths (Lepidoptera: Zygaenidae). The genera Theresimima Strand, 1917, Rhagades Wallengren, 1863, Zygaenoprocris Hampson, 1900, Adscita Retzius, 1783, Jordanita Verity, 1946 (Procridinae), and Zygaena Fabricius, 1775 (Zygaeninae). — Simferopol: CSMU Press, 2004. — 272 с. [англійською та російською мовами]

- Биологическая химия. Руководство к лабораторным занятиям. — Сімферополь: CSMU Press, 2005. — 100 с. [у співавторстві з Г. А. Камінською]

- Определитель насекомых Дальнего Востока России. Т. V. Ручейники и чешуекрылые. — Владивосток: Дальнаука, 2005. — 576 с. [у складі авторського колективу]

- Zygaenidae Крыма и других регионов Евразии. The Zygaenidae (Lepidoptera) of the Crimea and other regions of Eurasia. — Simferopol: CSMU Press, 2005. — 420 с. [англійською та російською мовами]

- Профессора Крымского государственного медицинского университета им. С. И. Георгиевского. — Евпатория: Евпаторийский информационно-рекламный издательский центр им. 50-летия Победы, 2006. — 130 с. [у співавторстві з Бабаніним А. А. і Каладзе Н. Н.]

- Концепция системы русских и украинских зоологических названий. — Симферополь: CSMU Press, 2007. — 56 с. [Доступна на[11]].

- Chrysartona Swinhoe, 1892 (Lepidoptera: Zygaenidae, Procridinae). — Simferopol: CSMU Press, 2008. — 116 с. [у співавторстві з G. M. Tarmann]

- Каталог чешуекрылых (Lepidoptera) России. — СПб.: Товарищество научных изданий КМК, 2008. — 424 с.[у складі авторського колективу]

- A checklist of the Palaearctic Procridinae (Lepidoptera: Zygaenidae). — Simferopol, Innsbruck: CSMU Press, Nata, 2012. — 108 с. [у співавторстві з G. M. Tarmann]

### Науково-популярні видання
- Червона книга України. Тваринний світ. — Київ: Українська енциклопедія, 1994. — 464 с. [у складі авторського колективу].

- Крым: книга рекордов. — Симферополь: Сонат, 1999. — 288 с. https://web.archive.org/web/20091018081213/http://crimaniak.ihome.ru/books/records/ [у складі авторського колективу].

- Шокирующая тайна Сикстинской капеллы. — Симферополь: CSMU Press, 2006. — 84 с.

- Das schockierende Geheimnis der Sixtinischen Kapelle. — Simferopol: CSMU Press, 2007. — 36 с.

- Красная книга Краснодарского края (животные). 2-е изд. — Краснодар: Центр развития ПТР Краснодарского края, 2007 [2008]. — 480 с. [у складі авторського колективу]

- Old Testament's secret of the rib of Adam. — Simferopol: CSMU Press, 2008. — 100 с.

- Ветхозаветная тайна ребра Адама. — Симферополь: CSMU Press, 2008. 124 с.

- История Крыма с древнейших времён до наших дней. — Симферополь: Атлас-компакт, 2009. — 420 с.[у складі авторського колективу]

- Червона книга України. Тваринний світ. — Киев: Глобалконсалтинг, 2009. — 600 с. [у складі авторського колективу; доступна на[11]].

Крім того, К. О. Єфетов є автором понад 44 поетичних збірок власних віршів. Деякі з них доступні на.